# Если однажды зимней ночью путник
«Если однажды зимней ночью путник» (итал. Se una notte d'inverno un viaggiatore) — один из наиболее знаменитых романов итальянского писателя Итало Кальвино, впервые опубликованный в 1979 году. Главной темой произведения являются роль литературы в жизни человечества и различия в её восприятии различными людьми.

## Сюжет
Повествование в романе ведется от второго лица («Ты, Читатель»). Действие начинается с того, что Читатель покупает в книжном магазине новый роман Итало Кальвино «Если однажды зимней ночью путник». Однако книга оказывается бракованной, и Читатель идёт заменить её. В книжном магазине ему сообщают, что начатая им книга — польский роман Тазио Базакбала «Неподалёку от хутора Мальборк». Заменяя книгу, он знакомится с Читательницей. Однако и эта книга оказывается бракованной. Дальнейший сюжет представляет собой попытки Читателя и Читательницы разыскать полный вариант этих книг, однако им всё время попадаются отрывки новых романов.

## Структура
Роман обладает достаточно сложной структурой. Он состоит из одиннадцати глав, из которых одна, восьмая, представляет собой дневник писателя Сайласа Флэннери. Кроме того, значительную часть книги занимают начальные отрывки из вымышленных романов вымышленных (за исключением первого случая) писателей. Их десять:
1. «Если однажды зимней ночью путник». Автор — Итало Кальвино. Стиль отрывка напоминает военный или шпионский роман.
2. «Неподалёку от хутора Мальборк». Автор — польский писатель Тазио Базакбал. Имена собственные в романе в результате деятельности переводчика Гермеса Мараны заменены на киммерийские.
3. «Над крутым косогором склонившись». Психологический роман киммерийского писателя Укко Ахти, написанный в форме дневника.
4. «Не страшась ветра и головокружения». Автор — кимберийский писатель Вортс Вильянди. Книга повествует о событиях гражданской войны.
5. «Смотрит вниз, где сгущается тьма». Роман бельгийского писателя Бертрана Вандервельде, написанный по-французски. Отрывок напоминает по стилю произведения в жанре международного детектива.
6. «В сети перекрещённых линий» — роман Сайласа Флэннери в жанре триллера (возможно, подделка, произведённая в Японии).
7. «В сети перепутанных линий» — роман Сайласа Флэннери в жанре триллера (возможно, подделка, произведённая в Японии).
8. «На лужайке, залитой лунным светом». Роман японского писателя Такакуми Икоки.
9. «Вкруг зияющей ямы». Испаноязычный роман, автор — Калисто Бандера. Отрывок из романа представляет собой пародию на произведения жанра «магического реализма» латиноамериканских писателей.
10. «Что ждет его в самом конце?». Роман ирканского писателя Анатолия Анатолина. Фантасмагорическая антиутопия.

Повествование во всех романах ведется от первого лица. Рассказчиком всегда является мужчина.
К этим отрывкам примыкает рассказанное в одиннадцатой главе начало сказки о Харуне ар-Рашиде. Последние слова этого отрывка, а также название вставных романов составляют следующую фразу, которая вполне может оказаться началом ещё одного романа:

Если однажды зимней ночью путник, неподалёку от хутора Мальборк, над крутым косогором склонившись, не страшась ветра и головокружения, смотрит вниз, где сгущается тьма, в сети перекрещённых линий, в сети перепутанных линий, на лужайке, залитой лунным светом, вкруг зияющей ямы. — Что ждет его в самом конце? — спрашивает он, с нетерпением ожидая ответа.

## Персонажи
Читатель — главный герой.
Людмила Випитено, или Читательница — главная героиня.
Лотария — сестра Людмилы. Её взгляд на литературу строго научный. Она не читает книги, но изучает их, пользуясь компьютерными программами, производящими выборку текстов.
Гермес Марана, или Лжепереводчик — переводчик и литературный мистификатор. Уверен в том, что главное в литературе — апокрифы и мистификации.
Ирнерио, или Нечитатель — скульптор, использующий книги как материал для своих «объектов». Принципиально ничего не читает, дабы не оказаться «рабом печатного хлёбова».
Сайлас Флэннери — ирландский писатель, престарелый автор бестселлеров. Проживает в Швейцарии. Переживает острый творческий кризис, отражающийся в его дневнике. Может являться вероятным автором книги «Если однажды зимней ночью путник» (структура реальностей в романе позволяет сделать такое предположение).
Господин Каведанья — сотрудник издательства.
Профессор Уцци-Туцци — заведующий кафедрой ботно-угорских языков, исследователь киммерийского языка и литературы.
Профессор Галлигани — заведующий кафедрой геруло-ойротских языков (к которым, в частности, относится кимберийский), идейный противник профессора Уцци-Туцци, с которым он расходится во взглядах на соотношение киммерийской и кимберийской литератур.

## География романа
Действия романа происходит на территории, вероятно, Италии, а также Швейцарии, а также в вымышленных странах — Атагвитании (она находится в Южной Америке и представляет собой полицейское государство) и Иркании (тоталитарное государство в Северном полушарии, жители которого носят условные славянские имена). Упоминаются также Киммерия (европейское государство, существовавшее в период с Первой по Вторую мировую войну) и Кимберия (соседнее с Киммерией государство, в результате Второй мировой войны поглотившее её территорию). Названия вымышленных стран «Атагвитания», «Иркания» и «Киммерия», очевидно, являются аллюзией на фантастические произведения Роберта Говарда о Хайборийской эре.

## Аллюзии
Автор польского романа «Неподалёку от хутора Мальборк» носит имя Тазио — такое же, как и один из персонажей рассказа Томаса Манна «Смерть в Венеции».
Фамилия главного героя романа «Не страшась ветра и головокружения» совпадает с прозвищем персонажа сказки Гофмана «Крошка Цахес, по прозванию Циннобер».
Сайлас Флэннери, испытывающий острый творческий кризис, переписывает в дневник начало романа Достоевского «Преступление и наказание», чтобы «его руке передалась энергия знаменитого романа». Также аллюзия на «Преступление и наказание» заключена в десятой главе: одного из её персонажей зовут Аркадий Порфирич; это имя напоминает имя следователя Порфирия Петровича из романа Достоевского, а также Аркадия Ивановича Свидригайлова из того же романа.
На стене над столом Сайласа Флэннери висит плакат с изображением щенка Снупи.
Название девятого альбома Стинга If On a Winter's Night... основано на названии романа.